# 名古屋市立王子小学校
名古屋市立王子小学校（なごやしりつ おうじしょうがっこう）は、愛知県名古屋市中区新栄にあった名古屋市立小学校。1982年（昭和57年）に閉校し、現存しない。

## 沿革
- 明治5年（1872年） - 二十四番小学簡易科として開校[2]。
- 1890年（明治23年） - 東田尋常小学校分教場となる[2]。
- 1897年（明治30年） - 下奥尋常小学校として創立[2]。
- 1926年（大正15年） - 青年訓練所を併設する[1]。
- 1941年（昭和16年）4月 - 国民学校令施行により、下奥国民学校となる[3]。
- 1946年（昭和16年）4月15日 - 名古屋市王子国民学校と改称する[4]。
- 1947年（昭和22年） - 学校教育法により、名古屋市立王子小学校となる[1]。
- 1962年（昭和37年） - 校歌制定[1]。
- 1963年（昭和38年） - ブラスバンド鼓笛隊を編成する[1]。
- 1982年（昭和57年） - 閉校[1]。

## 廃校時の所在地
- 愛知県名古屋市中区新栄三丁目33番18号[1]

## 通学区域
1975年（昭和50年）当時
- 青木町[5]
- 王子町[5]
- 塚越町[5]
- 西塚町[5]